# Daniel Albrecht
Pour les articles homonymes, voir Albrecht.
Daniel Albrecht, né le 25 mai 1983 à Fiesch (Suisse), est un skieur alpin suisse. Il a notamment remporté trois médailles aux Championnats du monde 2007 à Åre (la médaille d'or en combiné, l'argent en slalom géant et le bronze dans la coupe des nations), par ailleurs il a remporté quatre épreuves de Coupe du monde (trois slaloms géants et un super-combiné).

## Biographie
Grand espoir du ski alpin, Daniel Albrecht s'illustre d'abord lors des championnats du monde junior de 2003, au cours desquels il remporte trois titres (la descente, le slalom géant et le combiné), ainsi qu'une médaille d'argent en slalom.
Quatre ans plus tard, il est l'athlète masculin qui remporte le plus de médailles aux championnats du monde d'Åre (3 médailles), alors qu'il n'est pourtant pas encore monté sur un podium de coupe du monde. Au cours de la saison 2007-2008, il continue sa progression et s'impose deux fois en Coupe du monde à Beaver Creek en super-combiné et en slalom géant. Au mois de janvier 2008, il termine 2 fois deuxième en Géant à Adelboden et en super-combiné à Wengen. En ouverture de la coupe du monde 2008-2009, il gagne le slalom géant de Sölden, puis celui d'Alta Badia, ce qui porte à 4 son total de victoires en coupe du monde et à 8 son nombre de podiums.
Le 22 janvier 2009, il est victime d'une lourde chute au cours du deuxième entraînement de la descente de Kitzbühel. Dans le coma, il est transporté en hélicoptère aux soins intensifs de l'hôpital d'Innsbruck où il est soigné pour une hémorragie cérébrale et des contusions à un poumon. Son état étant particulièrement sérieux, les médecins le maintiennent dans un coma artificiel pendant trois semaines. Il se réveille amnésique, mais sans séquelles physiques graves.
À la suite d'une récupération rapide, Daniel Albrecht annonce son retour en Coupe du monde dès l'ouverture de la saison 2009-2010 à Sölden. Il doit néanmoins finalement déclarer forfait avant la compétition, insuffisamment préparé. Il diffère à nouveau son retour lors de la tournée américaine trois semaines plus tard. Son état de forme demeure très incertain et les observateurs sont de plus en plus perplexes quant à la date de son retour en compétition, d'autant plus que très peu d'informations filtrent de son entourage.
Il fait son grand retour le 5 décembre 2010 en slalom géant de Beaver Creek où il finit 21e sous les applaudissements du public et des autres skieurs. En octobre 2013, il annonce son retrait de la compétition sportive.

## Palmarès

### Jeux olympiques
- Jeux olympiques de 2006 à Turin (Italie) :
  - 4e du combiné.
  - Abandon en slalom et slalom géant.

### Championnats du monde
- Championnats du monde 2007 à Åre (Suède) :
  -  Médaille d'or en super combiné.
  -  Médaille d'argent en slalom géant.
  -  Médaille de bronze dans la Coupe des Nations.

### Coupe du monde
- Meilleur classement général : 7e en 2008.
- 8 podiums dont 4 victoires (1 en super-combiné, 3 en slalom géant).

#### Différents classements en Coupe du monde
| Année/Classement | Année/Classement | Général | Général | Descente | Descente | Super G | Super G | Géant  | Géant  | Slalom | Slalom | Combiné | Combiné |
| ---------------- | ---------------- | ------- | ------- | -------- | -------- | ------- | ------- | ------ | ------ | ------ | ------ | ------- | ------- |
| Année/Classement | Année/Classement | Class.  | Points  | Class.   | Points   | Class.  | Points  | Class. | Points | Class. | Points | Class.  | Points  |
| 2005             | 2005             | 53e     | 124     | -        | -        | -       | -       | 43e    | 24     | 34e    | 50     | 4e      | 50      |
| 2006             | 2006             | 50e     | 139     | -        | -        | -       | -       | 30e    | 46     | 26e    | 77     | 36e     | 16      |
| 2007             | 2007             | 27e     | 334     | 30e      | 80       | 31e     | 22      | 20e    | 67     | 22e    | 104    | 18e     | 61      |
| 2008             | 2008             | 7e      | 795     | 43e      | 17       | 23e     | 93      | 5e     | 284    | 18e    | 156    | 3e      | 245     |
| 2009             | 2009             | 20e     | 427     | 22e      | 105      | 23e     | 50      | 7e     | 221    | 55e    | 11     | 18e     | 40      |
| 2011             | 2011             | 140e    | 12      | -        | -        | 42e     | 12      | -      | -      | -      | -      | -       | -       |
| 2012             | 2012             | 152e    | -       | -        | -        | 52e     | 0       | -      | -      | -      | -      | -       | -       |

#### Détails des victoires
| Édition / Épreuve | Slalom géant      | Combiné      | Total |
| 2008              | Beaver Creek      | Beaver Creek | 2     |
| 2009              | Sölden Alta Badia |              | 2     |
| Total             | 3                 | 1            | 4     |

(État au 14 mars 2009)